# Aldehidi
Aldehidi (krat, od lat. Alcoholus dehydrogenatus: dehidrogenirani alkohol), organski spojevi s jednovalentnom skupinom –CHO (aldehidna skupina). Kad je otopljen u vodi, postoji pretežno u obliku hidrata.
Niži aldehidi redovito su bezbojne tekućine karakteristična mirisa; plinovit je samo formaldehid (HCHO), najjednostavniji aldehid, dok su viši aldehidi čvrsti. Nastaju opreznom oksidacijom primarnih alkohola (npr. formaldehid nastaje iz metanola, acetaldehid (CH3CHO), iz etanola), a daljnjom oksidacijom prelaze u karboksilne kiseline (npr. mravlju kiselinu, octenu kiselinu itd.) i djeluju kao redukcijska sredstva, a ketoni ne. Podliježu nekim karakterističnim adicijskim i kondenzacijskim reakcijama, pa se upotrebljavaju kao polazne tvari u mnogim sintezama. Stvaraju adicijske spojeve, npr. s cijanovodičnom kiselinom daju cijanhidrine, s alkoholima acetale. U kondenzacijskim reakcijama stvaraju oksime, hidrazone i semikarbazone. Aldehidi s više od šest ugljikovih atoma imaju ugodan miris. Neki viši aldehidni sastojci su eterična ulja i služe u industriji parfema, npr. aromatski aldehid vanilin. Aledehidi se lako polimeriziraju pa služe za dobivanje formaldehidnih smola (i polimernih materijala). Dokazuju Tollensovim i Fellingovim reagensom, a ketoni ne.

Reakcija aldehida s Tollensovim reagensom je primjer reakcije srebrnog ogledala (proizvodnja zrcala).
Zbog postojanja karboksilne skupine moguće su reakcijske adicije:
- Reakcije s alkoholima:

-nastaju acetali i ketali,
- Reakcije s mješovitim metalnim hidridima:

-nastaju kastati i alkoholi,
- Reakcije s organometalnim spojevima:

-Grignardovi reagensi u kojima nastaju složeniji alkoholi.
Aldolna reacija, kao posebna reakcija je moguća na ugljiku koji se nalazi u (α) položaju (prvi susjedni C atomi) dolazi do stvaranja aldola.
Po redoslijedu opadajućeg prioriteta pri odabiru i imenovanju glavne karakteristične skupine, aldehidi su trinaesti po redu razredni spojevi (zatim redom tioaldehidi, selenoaldehidi i teluroaldehidi).